# João Carlos Teixeira
João Carlos Teixeira – mit vollem Namen João Carlos Vilaça Teixeira, auch João Teixeira genannt und teilweise als João Carlos geführt – (* 18. Januar 1993 in Braga) ist ein portugiesischer Fußballspieler, der aktuell für FC Famalicão spielt.

## Karriere

### Im Verein

#### Anfänge in Portugal
Teixeira begann seine Karriere in seiner Heimatstadt bei Sporting Braga und wechselte 2004 in die Jugendabteilung von Sporting Lissabon. In der Saison 2011/12 stand er dort im erweiterten Kader der ersten Mannschaft und saß in den Europa-League-Spielen gegen den FC Zürich und Lazio Rom erstmals auf der Ersatzbank, ohne dabei zum Einsatz zu kommen.

#### Wechsel auf die Insel
Im Februar wechselte Teixeira in die Premier League zum FC Liverpool. In Liverpool spielte er zunächst bis zum Ende der Saison 2011/12 in der Akademie.
Im September 2013 wurde Teixeira in die drittklassige Football League One an den FC Brentford ausgeliehen. Die Leihe war ursprünglich bis zum 5. Januar 2014 vorgesehen. Nach zwei Kurzeinsätzen wurde die Leihe schon Anfang Oktober 2013 wieder beendet und er kehrte nach Liverpool zurück. Am 12. Februar 2014 debütierte Teixeira unter Trainer Brendan Rodgers in der Premier League, als er beim 3:2-Auswärtssieg beim FC Fulham in der 82. Spielminute für Raheem Sterling eingewechselt wurde.
Mitte August 2014 wechselte Teixeira bis zum Ende der Saison 2014/15 in die zweitklassige Football League Championship zum vom Ex-Liverpool-Spieler Sami Hyypiä trainierten Team von Brighton & Hove Albion. Dort konnte er sich durchsetzen und absolvierte 32 Ligaspiele – zumeist in der Startelf –, in denen ihm sechs Treffer – darunter zwei Doppelpacks gegen Ipswich Town und Birmingham City am 27. und 32. Spieltag – gelangen.
Zur Saison 2015/16 kehrte Teixeira erneut nach Liverpool zurück. Dort kam er unter dem neuen Trainer Jürgen Klopp zu Einsätzen im League- und FA Cup und saß in der Premier League nun häufiger auf der Ersatzbank, wurde aber nur einmal eingewechselt. Sein erstes Tor für den FC Liverpool schoss Teixeira beim 3:0-Sieg im Wiederholungsspiel der 3. FA-Cup-Runde gegen den Viertligisten Exeter City. Spielpraxis sammelte Teixeira parallel in einigen Einsätzen in der U21.

#### Wechsel zurück nach Portugal
Nachdem sich Teixeira beim FC Liverpool nicht hatte durchsetzen können, kehrte er zur Saison 2016/17 in seine Heimat zurück und schloss sich dem FC Porto an, bei dem er einen bis zum 30. Juni 2020 datierten Vierjahresvertrag erhielt. Nach einem Jahr beim FC Porto wurde er für ein Jahr an Sporting Braga verliehen. Nach seiner Rückkehr wurde er direkt an Vitória Guimarães weiterverkauft, wo er direkt zum Stammspieler wurde.

#### Wechsel in die Niederlande
2020 wechselte er zu Feyenoord Rotterdam.

### In der Nationalmannschaft
Teixeira durchlief von Oktober 2008 bis November 2014 die U-16- bis U-21-Juniorennationalteams Portugals. Mit der U-17-Auswahl nahm er an der U-17-Europameisterschaft 2010 in Liechtenstein teil.